# 伊尼亞松熱區

伊尼亞松熱區（葡萄牙語：Inhassunge），是莫桑比克的行政區，位於該國中東部，由贊比西亞省負責管轄，首府設於穆庫皮亞，面積745平方公里，2007年人口91,196，人口密度每平方公里122人。